# Ziemiański Szlak Rowerowy

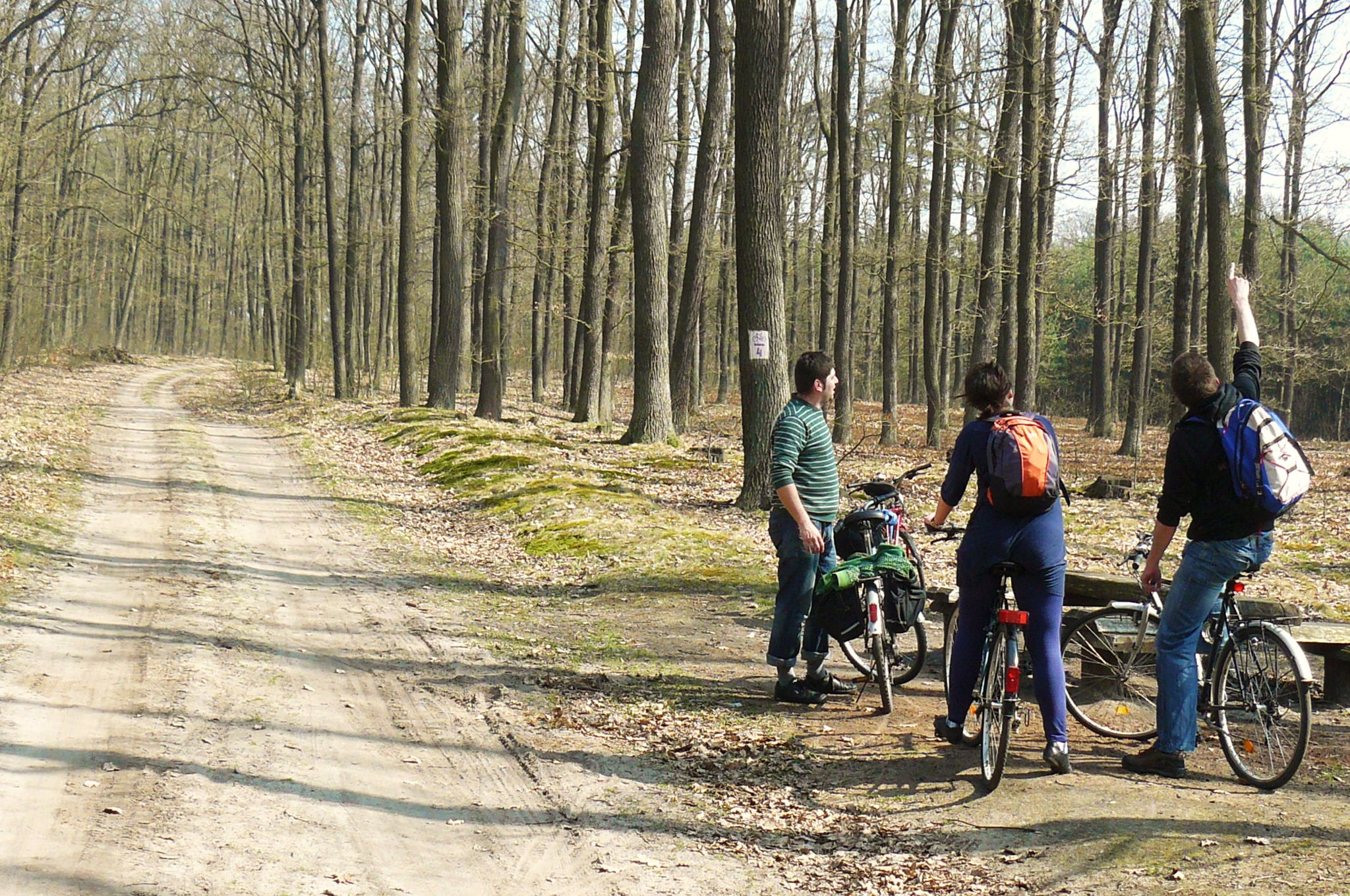
Odcinek Leszno – Osieczna (okolice Góry Św. Jadwigi)

Ziemiański Szlak Rowerowy (ZSR) (oznakowanie zielone ) prowadzi z Poznania do południowej części województwa wielkopolskiego, gdzie tworzy pętlę. Długość trasy od Mosiny do rozwidlenia koło wsi Słonin wynosi 23 km. Dalsza trasa prowadząca do wsi Pakosław na granicy z województwem dolnośląskim ma dwa warianty (połączone tworzą pętlę):
- przez Leszno 107 km
- przez Gostyń 115 km

co łącznie daje 245 km szlaku.
Za punkt początkowy szlaku można także przyjąć Poznański Węzeł Rowerowy znajdujący się na brzegu jeziora Maltańskiego w Poznaniu. Stamtąd należy jechać znakowanym szlakiem czerwonym  (łącznik Pierścienia Rowerowego Dookoła Poznania "Wzdłuż Warty do Wielkopolskiego Parku Narodowego") o długości 29 km.
Trasa wiedzie m.in. przez miejscowości:
- Mosina, Czempiń,
- Racot, Kościan, Osieczna, Leszno, Rydzyna, Rawicz, Miejska Górka, Pakosław,
- Krzywiń, Lubiń, Gostyń, Kobylin, Jutrosin, Pakosław

a także Park Krajobrazowy im. gen. Dezyderego Chłapowskiego.
Nazwa szlaku nawiązuje do licznych dworów ziemiańskich, które można zobaczyć na jego trasie, m.in.:
- Pałac w Racocie
- Zamek w Osiecznej
- Pałac Sułkowskich w Lesznie
- Zamek w Rydzynie
- Dwór Budziszewskich w Sowinach
- Pałac Krzyżanowskich w Pakosławiu
- Pałac Hrabiny von Zieten w Smolicach
- Pałac Mycielskich w Pępowie
- Pałac w Gębicach
- Dwór Bukowieckich w Cichowie
- Pałac w Kopaszewie
- Pałac w Turwi

Szlak został oznakowany w 2004 roku. Należy do Wielkopolskiego Systemu Szlaków Rowerowych. Przebieg szlaku pokrywa się częściowo z przebiegiem międzynarodowego szlaku EuroVelo 9 (Szlak bursztynowy).